# Titularbistum Polemonium
Polemonium (italienisch Polemonio) ist ein Titularbistum der römisch-katholischen Kirche.
Es geht zurück auf einen früheren Bischofssitz in der antiken Stadt Polemonion in der römischen Provinz Cappadocia bzw. in der Spätantike Pontus Polemoniacus an der Schwarzmeerküste der heutigen Türkei. Es gehörte der Kirchenprovinz Neocaesarea in Ponto an.
| Titularbischöfe von Polemonium |                                 | |                    |                   |
| Nr.                            | Name                            | Amt                                                                                                | von                | bis               |
| 1                              | Alexander MacDonald             | Apostolischer Vikar des Highland Districts (Großbritannien)                                        | 30. September 1779 | 9. September 1791 |
| 2                              | Jan Kanty Podhorodeński         | Weihbischof in Lutsk und Schytomyr (Russisches Kaiserreich)                                        | 20. August 1804    | 4. Oktober 1832   |
| 3                              | Annet-Théophile Pinchon MEP     | Apostolischer Koadjutorvikar von Nordwest-Sichuan Apostolischer Vikar von Nordwest-Sichuan (China) | 23. April 1859     | 26. Oktober 1891  |
| 4                              | Pietro Broyer SM                | Apostolischer Vikar der Schifferinseln (Samoa)                                                     | 30. März 1896      | 9. Oktober 1918   |
| 5                              | Joseph Darnand SM               | Apostolischer Vikar der Schifferinseln (Samoa)                                                     | 4. August 1919     | 1. Juni 1962      |
| 6                              | Estanislau Arnoldo Van Melis CP | Prälat von São Luís de Montes Belos (Brasilien)                                                    | 26. November 1962  | 26. Mai 1978      |